# Raúl Cubas Grau
Raúl Alberto Cubas Grau (Asunción, 23 agosto 1943) è un politico paraguaiano.
È stato Presidente del Paraguay in carica dal 15 agosto 1998 al 29 marzo 1999.